# Raoul Thiercelin
Pour les articles homonymes, voir Thiercelin.
Pas d'image ? Cliquez ici

a Compétitions nationales et continentales officielles uniquement.

b Matchs officiels uniquement.
Raoul Armand Thiercelin, né le 12 mars 1898 à Savigny-sur-Braye et mort le 1er mai 1988 à Saint-Mandé,, est un joueur français de rugby à XV évoluant au poste de demi de mêlée.

## Biographie
Raoul Thiercelin joue pour le club du CASG Paris lorsqu'il est appelé en équipe de France olympique pour participer aux Jeux olympiques d'été de 1920 qui se déroulent à Anvers. Les Français remportent la médaille d'argent.

## Palmarès
- Vice-champion olympique en 1920